# Palthis
Palthis is een geslacht van vlinders van de familie spinneruilen (Erebidae), uit de onderfamilie Herminiinae.

## Soorten
- P. aeacalis Schaus, 1913
- P. agroteralis Guenée, 1854
- P. angulalis Hübner, 1796
- P. angustipennis Schaus, 1916
- P. asopialis Guenée, 1854
- P. auca Möschler, 1880
- P. bizialis Walker, 1859
- P. calcabilis Dognin, 1914
- P. calcalis Schaus, 1906
- P. callaoensis Hampson
- P. eubaealis Schaus, 1913
- P. heteropalpa Hampson
- P. hieronymus Schaus, 1913
- P. lineata Schaus, 1913
- P. misantlalis Schaus, 1916
- P. mophisalis Walker, 1859
- P. obliqualis Dognin, 1914

- P. oconoguensis Dognin, 1914
- P. oneia Hampson
- P. phocionalis Walker, 1858
- P. plagiata Hampson
- P. pulverosa Hampson
- P. sapucaya Hampson
- P. serapealis Schaus, 1916
- P. spectalis Guenée, 1854
- P. submarginata Schaus, 1913